# جوتلوب فريجه
كان فريدريش لودفيج غوتلوب فريجه؛ (بالألمانية: [ːtloːp ˈfreːɡə]؛ ولد 8 نوفمبر 1848 - توفي 26 يوليو 1925) فيلسوفاً ألمانيًا، وعالم منطق ورياضيات. عمل أستاذًا للرياضيات في جامعة ينا، ويعرف بين كثيرين بأنه مبتدع الفلسفة التحليلية، مركزًا على فلسفة اللغة والمنطق وفلسفة الرياضيات. رغم تجاهله بشكل كبير خلال حياته، فقد قدم جوزيبه بيانو (1858-1932) وبرتراند راسل (1872-1970) أعماله للأجيال اللاحقة من الفلاسفة.
تشمل مساهماته وضع أسس المنطق الحديث في كتابه  تدوين المفاهيم (Begriffsschrift) والعمل على أسس الرياضيات. إذ يُعتبر كتابه أسس الرياضيات النص الأب لمشروع المنطقانية، فيشير إليه مايكل دميت باعتباره الكتاب حيث يتحدد الانعطاف اللغوي. كما يُستشهد على نطاق واسع بدراساته الفلسفية «حول المدلول والمرجعية» و «التفكير».يناقش الكتاب الأول نوعين مختلفين من المعنى والوصفية. في كتابيّ الأسس و«التفكير»، يدافع فريغه عن الأفلاطونية ضد النزعة النفسانية أو التشكلية، فيما يتعلق بالأعداد والقضايا على التوالي. قوضت مفارقة راسل مشروع المنطقانية بإظهارها أن قانون فريجة الأساسي (في) في الأسس غير صحيح.

## محطات هامة
- ولد 8 نوفمبر 1848 في فيسمار، مكلنبورغ شفيرين.
- 1869 - حضر جامعة يينا.
- 1871 - حضر جامعة غوتنغن.
- 1873 - دكتوراه، دكتورة في الرياضيات (الهندسة)، في غوتنغن. 1874 - تأهل في يينا. وعمل كمدرس خصوصي.
- 1879 - أستاذ في يينا.
- 1896 - أستاذ فخري في يينا.
- 1917 أو 1918 - تقاعد.
- توفي 26 يوليو 1925 في باد كلينين (وهي الآن جزء من مكلنبورغ-فوربومرن).

## عمله كعالم منطق
رغم تركيز تعليم فريغه وعمله الرياضي المبكر على الهندسة بالأساس، إلا أن عمله سرعان ما تحول إلى المنطق. فشكَل كتاب «تدوين المفهوم: اللغة الرسمية للتفكير الخالص بنمذجته وفقاً لنموذج الرياضيات»(1879) الذي نشرته هالي إيه /إس: فيرلاج فون لويس نوبرت، نقطة تحول في تاريخ المنطق. فتح «تدوين المفهوم» آفاقًا جديدة، بما في ذلك المعالجة الدقيقة لأفكار الدوال والمتغيرات. كان هدف فريجه إظهار أن الرياضيات تنبثق من المنطق، وليفعل هذا، ابتكر تقنيات أخذته بعيدًا ما وراء القياس الأرسطي ومنطق  القضايا الرواقي اللذين أتيا إليه عبر التقاليد المنطقية.
عمليًا، اخترع فريجه منطق الرتبة الأولى البديهي، ويرجع الفضل في ذلك إلى حد كبير إلى اختراعه للمتغيرات المكممة، والتي أصبحت في نهاية المطاف واسعة الانتشار في الرياضيات والمنطق، وحلت مشكلة العمومية المركبة. فقد تعامل المنطق سابقًا مع الثوابت المنطقية «و»، و«أو»، و«إذا»، ... و«ثم»...، و«لا»، و«البعض»، و«الكل» ولكن تكرارات هذه العمليات، خاصة «بعض» و«الكل»، لم تكن مفهومة كثيرًا: حتى التمييز بين جملة مثل «كل فتى يحب إحدى الفتيات» و «بعض الفتيات يحبهن كل فتى» لا يمكن تمثيلها إلا بشكل مصطنع للغاية، في حين أن تشكلات  فريجه لم تجد صعوبة في التعبير عن القراءات المختلفة لـ «كل فتى يحب إحدى الفتيات التي تحب إحدي الفتيان والذي يحب إحدى الفتيات» والجمل المماثلة، بالتوازي التام مع تعامله مع، قل: « كل فتى أحمق».
المثال الملحوظ في كثير من الأحيان هو أن منطق أرسطو غير قادر على تمثيل البراهين الرياضية مثل مبرهنة إقليدس، وهو برهان أساسي لنظرية الأعداد بأنه يوجد عدد لا نهائي من الأعداد الأولية. لكن، يمكن لـ«تدوين المفهوم» الخاص بفريجه تمثيل مثل هذه الاستدلالات. يعود الفضل الأساسي لفريجه، في تحليل المفاهيم المنطقية وآلية التشكل الأساسية لـمبادئ الرياضيات (من 3 أجزاء، 1910-1913، بقلم برتراند راسل، 1872-1970، وألفريد نورث وايتهيد، 1861-1947))، ونظرية راسل في الوصفيات، ومبرهنات عدم الاكتمال لكورت غودل (1906-1978)، ونظرية ألفريد تارسكي (1901-1983) للحقيقة.

## روابط خارجية
- جوتلوب فريجه على موقع الموسوعة البريطانية (الإنجليزية)
- جوتلوب فريجه على موقع إن إن دي بي (الإنجليزية)